# Laodameia
Laodameia är i grekisk mytologi dotter till Bellerofon och blev med Zeus mor till Sarpedon. Hon blev vid unga år dödad av den vredgade Artemis.